# 피키요고추

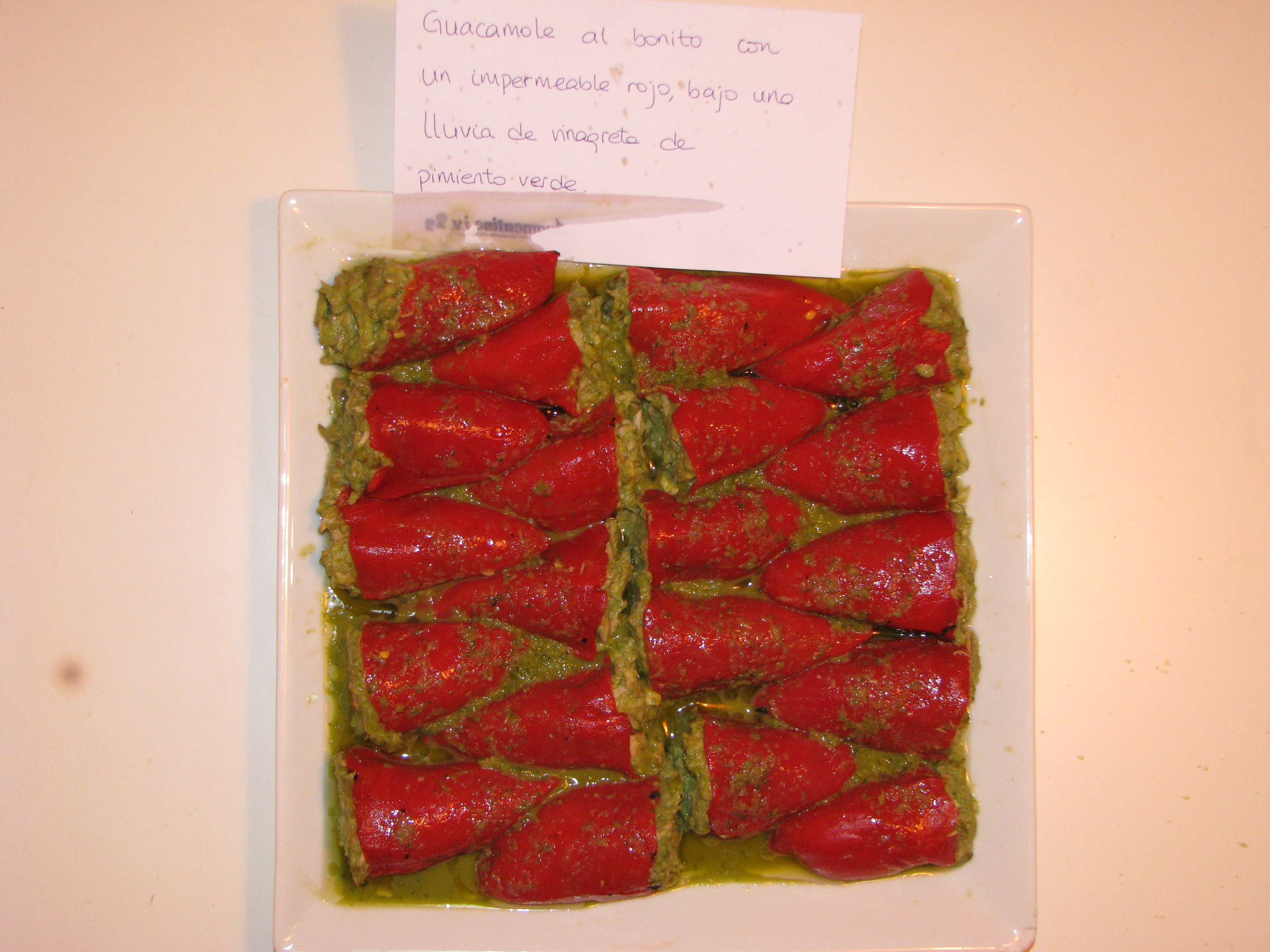

피키요고추(Piquillo pepper)는 매운맛이 거의 또는 전혀 없이 달콤한 맛이 나는 다양한 고추인 Capsicum annuum으로, 길이가 약 7cm이고 화분에서 자라기에 적합하며 전통적으로 스페인 북부 로도사(Lodosa) 마을 근처에서 재배되었다. 그 이름은 "작은 부리"를 뜻하는 스페인어에서 유래되었다.

## 준비
일반적으로 고추는 9월과 12월 사이의 두 수확 시즌 동안 손으로 수확된다. 불씨 위에 구워서 독특한 달콤하고 매운 맛을 내는데, 작은 크기에도 불구하고 고추보다는 피망에 더 가깝다. 그런 다음 껍질을 벗기고 그릴 바에서 다시 구워 풍미와 질감을 더한 다음 소금, 후추, 올리브 오일로 절인 다음 손으로 씨를 제거한 후 판매용 항아리나 깡통에 포장한다. 피키요고추는 종종 고기, 해산물 또는 치즈로 채워져 타파스로 제공된다.

## 영양분
피키요고추는 섬유질과 비타민 C, E, A, B가 풍부한다. 특히 비타민 C 함량이 감귤류에 필적할 정도로 매우 높다.